# Холата, Марк
Марк Холата (англ. Mark Holata; 25 августа 1982, Клэрмор) — американский боец смешанного стиля, представитель тяжёлой весовой категории. Выступает на профессиональном уровне начиная с 2007 года, известен по участию в турнирах бойцовской организации Bellator MMA, участник трёх гран-при Bellator тяжёлого веса.

## Биография
Марк Холата родился 25 августа 1982 года в городе Клэрмор, штат Оклахома. Был одарённым спортивным ребёнком, в детстве играл в футбол, неоднократно участвовал в соревнованиях школьников на первенство штата, был удостоен звания лучшего нападающего в своём округе. Также во время учёбы в школе один год провёл в легкоатлетической команде, некоторое время занимался пауэрлифтингом — имеет в этой дисциплине награды с чемпионата Оклахомы. Окончив школу, поступил в Университет Талсы, где продолжил активно заниматься спортом, в частности футболом.
Дебютировал в смешанных единоборствах в июне 2007 года, победив своего первого соперника единогласным решением судей. Дрался в основном в местных оклахомских промоушенах, в течение первых трёх лет одержал на профессиональном уровне восемь побед и потерпел только два поражения.
Благодаря череде удачных выступлений в 2010 году Холата привлёк к себе внимание крупной американской организации Bellator MMA и, подписав долгосрочный контракт, успешно дебютировал здесь — в первом же раунде нокаутировал известного бойца Шона Джордана, будущего ветерана UFC. После победы над опытным Кармело Марреро на C3 Fights одержал досрочную победу в Bellator над Трейси Уиллисом.
В 2011 году Марк Холата принял участие пятом сезоне гран-при тяжёлого веса Bellator, однако уже на стадии четвертьфиналов потерпел поражение от Рона Спаркса и выбыл из дальнейшей борьбы за титул. В следующем году отметился победой над Эйбом Уагнером и предпринял ещё одну попытку выиграть гран-при — в седьмом сезоне вновь остановился в четвертьфинале, на сей раз проиграл рычагом локстя бразильцу Винисиусу Кейрусу. В марте 2014 года в третий раз участвовал в гран-при тяжеловесов, в четвертьфинале десятого сезона техническим нокаутом потерпел поражение от россиянина Александра Волкова, бывшего чемпиона организации. Имеет в послужном списке двенадцать побед и пять поражений.

## Статистика в профессиональном ММА
| Боёв 17  | Побед 12 | Поражений 5 |
| -------- | -------- | ----------- |
| Нокаутом | 3        | 4           |
| Сдачей   | 5        | 1           |
| Решением | 4        | 0           |

| Результат | Рекорд | Соперник         | Способ                 | Турнир                                | Дата             | Раунд | Время | Место              | Примечание                                     |
| --------- | ------ | ---------------- | ---------------------- | ------------------------------------- | ---------------- | ----- | ----- | ------------------ | ---------------------------------------------- |
| Поражение | 12-5   | Александр Волков | TKO (удары руками)     | Bellator 111                          | 7 марта 2014     | 1     | 1:21  | Такервилл, США     | Четвертьфинал 10 сезона гран при тяжёлого веса |
| Поражение | 12-4   | Винисиус Кейрус  | Сдача (рычаг локтя)    | Bellator 75                           | 5 октября 2012   | 1     | 3:26  | Хаммонд, США       | Четвертьфинал 7 сезона гран при тяжёлого веса  |
| Победа    | 12-3   | Эйб Уагнер       | Сдача (обратный ахилл) | Bellator 69                           | 18 мая 2012      | 1     | 2:24  | Лейк-Чарльз, США   |                                                |
| Поражение | 11-3   | Рон Спаркс       | KO (удары руками)      | Bellator 52                           | 1 октября 2011   | 1     | 1:24  | Лейк-Чарльз, США   | Четвертьфинал 5 сезона гран при тяжёлого веса  |
| Победа    | 11-2   | Трейси Уиллис    | Сдача (колени и руки)  | Bellator 42                           | 23 апреля 2011   | 1     | 0:49  | Кончо, США         |                                                |
| Победа    | 10-2   | Кармело Марреро  | Единогласное решение   | C3 Fights: SlamFest                   | 29 января 2011   | 3     | 5:00  | Ньюкёрк, США       |                                                |
| Победа    | 9-2    | Шон Джордан      | KO (удар рукой)        | Bellator 31                           | 30 сентября 2010 | 1     | 1:13  | Лейк-Чарльз, США   |                                                |
| Победа    | 8-2    | Джеймс Джек      | Единогласное решение   | C3 Fights: Knockout-Rockout Weekend 3 | 19 июня 2010     | 3     | 3:00  | Кончо, США         |                                                |
| Победа    | 7-2    | Джейсон Николсен | Сдача (удушение сзади) | C3 Fights: Knockout-Rockout Weekend 2 | 17 апреля 2010   | 1     | 2:09  | Клинтон, США       |                                                |
| Победа    | 6-2    | Джоэл Травис     | Единогласное решение   | C3 Fights: Slammin Jammin Weekend 4   | 13 февраля 2010  | 3     | 3:00  | Ньюкёрк, США       |                                                |
| Победа    | 5-2    | Ральф Келли      | TKO (отказ)            | C3 Fights: Slammin Jammin Weekend 2   | 30 октября 2009  | 1     | 3:00  | Ред-Рок, США       |                                                |
| Победа    | 4-2    | Джон Хилл        | Сдача (удушение сзади) | Bricktown Brawl 1                     | 8 мая 2009       | 2     | 1:19  | Оклахома-Сити, США |                                                |
| Поражение | 3-2    | Деррилл Счуновер | TKO (удары руками)     | Freestyle Cage Fighting 23            | 21 сентября 2008 | 1     | 2:33  | Оклахома-Сити, США |                                                |
| Поражение | 3-1    | Джон Орр         | TKO                    | C3 Fights: Battle on the Border       | 29 марта 2008    | 2     | 1:48  | Ньюкёрк, США       |                                                |
| Победа    | 3-0    | Дэнни Хауэлл     | TKO (удары руками)     | Masters of the Cage 17                | 17 ноября 2007   | 1     | 1:59  | Оклахома-Сити, США |                                                |
| Победа    | 2-0    | Райан Данфи      | Сдача                  | Masters of the Cage 14                | 21 июля 2007     | 1     | 1:50  | Оклахома-Сити, США |                                                |
| Победа    | 1-0    | Тони Робертс     | Единогласное решение   | Masters of the Cage 14                | 23 июня 2007     | 3     | 5:00  | Оклахома-Сити, США |                                                |